# ویژه‌واری شیمیایی
ویژه‌واری شیمیایی عبارت است از توانایی محل اتصال یک پروتئین در پیوند خوردن به لیگاندهایی خاص. هرچه تعداد لیگاندهای کمتری یک پروتئین بتواند پیوند بزند، قدرت پیوند بیشتر می‌شود. ویژه-واری (Specificity) برای یک مجموعه لیگاند به توانایی یک آنزیم در فروکافت یک واکنش مشخص در بستر لیگاندها مرتبط نیست.